# Lake Bluff
Lake Bluff ist ein Ort (Village) in Lake County, Illinois. Das U.S. Census Bureau hat bei der Volkszählung 2020 eine Einwohnerzahl von 5.616 ermittelt. Am nördlichen Rande von Lake Bluff liegt das bedeutende Navy-Ausbildungslager Naval Station Great Lakes.

## Geschichte
Die ersten europäischstämmigen Siedler, die auf dem Gebiet von Lake Bluff Land beanspruchten, waren John und Catherine Cloes (1836). 1855 wurde die erste Eisenbahnlinie in Lake County fertiggestellt; sie verband die Städte Chicago und Waukegan. In Lake Bluff entstand ein Bahnhof. Die kleine Siedlung hieß in dieser Zeit Rockland, erhielt bald jedoch den Namen, den sie noch heute trägt. Die förmliche Gründung des Village of Lake Bluff folgte im Jahre 1895.

## Geografie
Der Ort liegt am Ufer des Michigansee im Bereich des so genannten North Shore. Der Ort hat eine Fläche von 10,5 km² (4,1 Quadratmeilen). Im Norden grenzt Lake Bluff an die Naval Station Great Lakes und die Arden Shores, im Westen an die Ortschaft Knollwood und im Süden an Lake Forest.

## Bevölkerung
Bei der Volkszählung des Jahres 2000 umfasste Lake Bluff 6056 Einwohner, 2118 Haushalte und 1743 Familien. Die Bevölkerungsdichte betrug 575,9 Einwohner pro km². Die Dichte der 2202 Wohneinheiten betrug 209,4 pro km². 95,29 % der Einwohner waren Weiße, 0,51 % Afroamerikaner, 0,03 % Native Americans, 0,03 % Pazifische Insulaner, 0,23 % Sonstige und 0,59 % waren von gemischter Abstammung. Der Anteil der Hispanier oder Latinos betrug 1,19 %.
In 45,7 % der 2118 Haushalte lebten Kinder unter 18 Jahren. In 74,3 % aller Haushalte lebten verheiratete Paare zusammen. 6,4 % aller Haushalte wurden von einer Frau geführt, die entweder unverheiratet war oder ohne ihren Ehemann lebte. In 17,7 % aller Haushalte lebten keine Familien. 15,8 % aller Haushalte waren Single-Haushalte. In 6,3 % aller Haushalte lebte eine einzige Person, die 65 Jahre oder älter war. Die mittlere Haushaltsgröße betrug 2,86 Personen, die mittlere Familiengröße 3,21 Personen.
Das Mittlere Einkommen betrug $114.521 pro Haushalt und $124.674 pro Familie. Männer hatten ein mittleres Einkommen von $93.794, Frauen von $50.352. Das mittlere Pro-Kopf-Einkommen betrug $54.824. 1,1 % der Personen und 0,7 % der Familien lebten unterhalb der Armutsgrenze.

## Persönlichkeiten
- Robert Rockwell (1920–2003), Schauspieler
- Vernon Schatz (1921–2012), Informatiker, Patentinhaber
- Fred Wacker  (1918–1998), Automobilrennfahrer